# Emanuele Basile
Emanuele Basile (ur. 2 lipca 1949 w Tarencie, zm. 4 maja 1980 w Monreale) – włoski policjant, kapitan karabinierów.
Współpracownik sędziego Paolo Borsellino, z którym prowadził śledztwo ws. handlu heroiną w jaki zaangażowana była mafia sycylijska.
Został zastrzelony podczas spaceru z czteroletnią córką (dziecko nie odniosło poważnych obrażeń).
Jest jednym z wielu zasłużonych funkcjonariuszy policji, którzy polegli w walce z mafią, obok min. Borisa Giuliano, Antonino Cassary, Giuseppe Montany – inspektor Squadra Mobile (zm. 18 lipca 1985 r.) i Vito Ievollela – inspektor, karabinier (zm. 10 września 1981 r.).